# Hutsúlshchina
Hutsúlshchina (en ucraniano: Гуцу́льщина, romanizado: Hutsúlshchina) es una región histórico-etnográfica en los Cárpatos, al sudoeste de Ucrania.
Comprende actualmente la mayor parte del óblast de Ivano-Frankivsk y partes de los de Transcarpacia (raión de Rájiv) y Chernivtsí (distritos de Putila y Vizhnitsia).
Desde 1770, perteneció sucesivamente al Imperio otomano, Moldavia, Polonia, Hungría e Imperio austrohúngaro. Entre 1929 y 1939, fue ocupada por Rumania, Polonia y Checoslovaquia hasta que fue incorporada a Ucrania.
Los hutsules constituyen un subgrupo étnico ucraniano. Algunos estudiosos los consideran como parte del pueblo ruteno, otros como etnia separada (por ejemplo, algunos estudiosos rumanos consideran a los hutsules como una etnia de origen dacio, eslavizada y posteriormente, con el proceso de construcción de los estados nacionales, ucranianizada), mientras que otros como ucranianos. La población hutsul, por su parte, se autoidentifica como ucranianos (censo ucraniano de 2001). Hablante de una variante del ucraniano, el hutsul, con algunas influencias provenientes del rumano y otras lenguas, entre ellas eslavas y no eslavas del área de los Balcanes y los Cárpatos (polaco, eslovaco, griego, turco). La mayor parte de la población profesa el cristianismo, adscribiendo mayoritariamente la Iglesia greco-católica ucraniana, si bien un importante número lo hace a la Iglesia Ortodoxa Ucraniana.
Las principales localidades de la región son Kolomyia, Verjovyna, Nadvorna y Kosiv en el óblast de Ivano-Frankivsk, Rájiv en el óblast de Zakarpatia y Putila y Vizhnitsia en el óblast de Chernivtsí. También habitan en algunas de las capitales provinciales (Ivano-Frankivsk y Chernivtsí).

## Galería

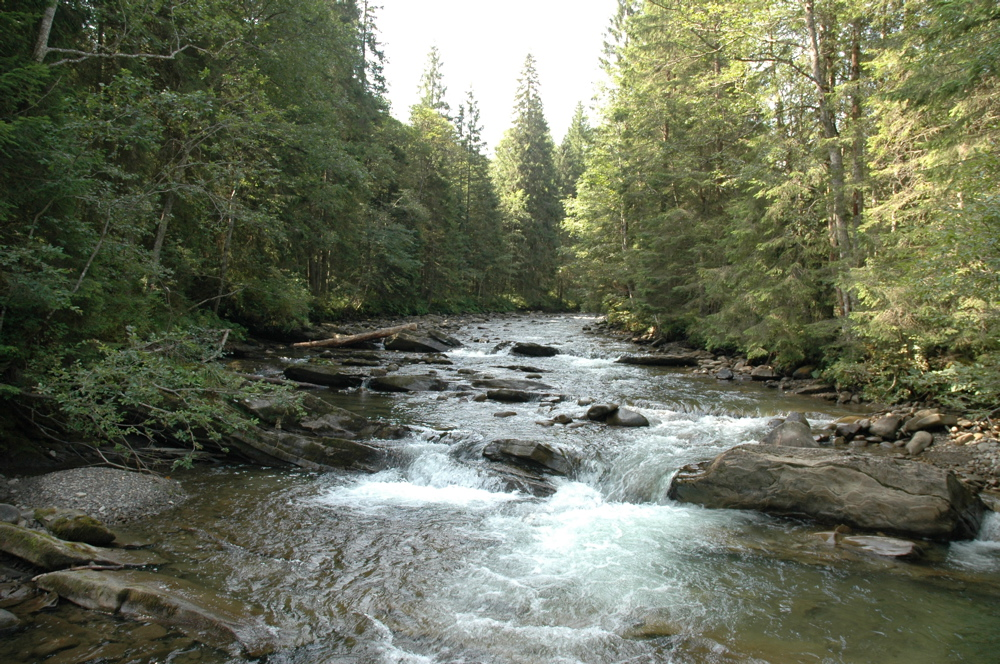
El Prut cerca de Hoverla
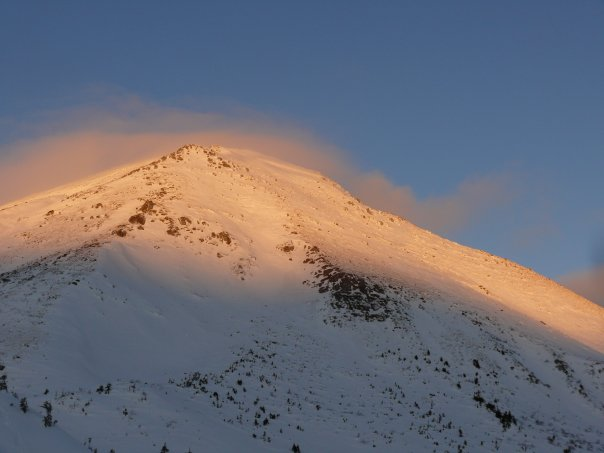
Pico Petros en invierno
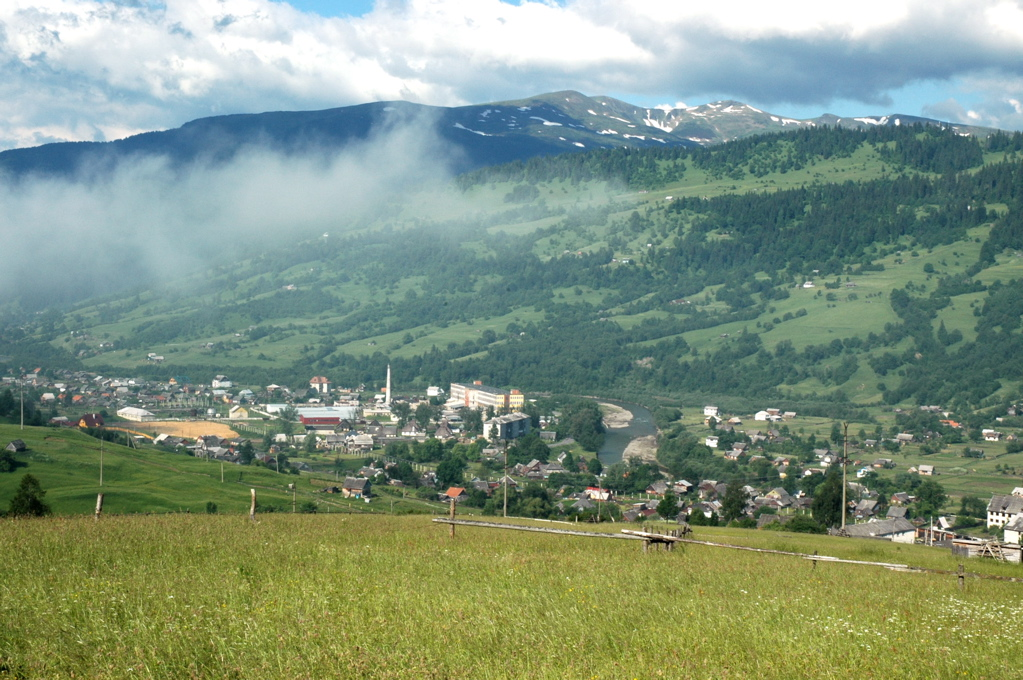
Yasinya